# Харьковская область
Ха́рьковская о́бласть (укр. Ха́рківська о́бласть), разг. Ха́рьковщина (укр. Харківщина) — административно-территориальная единица на северо-востоке Украины. Образована 27 февраля 1932 года.
Административный центр и крупнейший город — город-герой Харьков, другие крупные города — Лозовая, Изюм, Чугуев, Златополь, Купянск, Балаклея, Мерефа, Люботин, Берестин, Волчанск, Дергачи, Богодухов, Змиёв.

## Физико-географическая характеристика

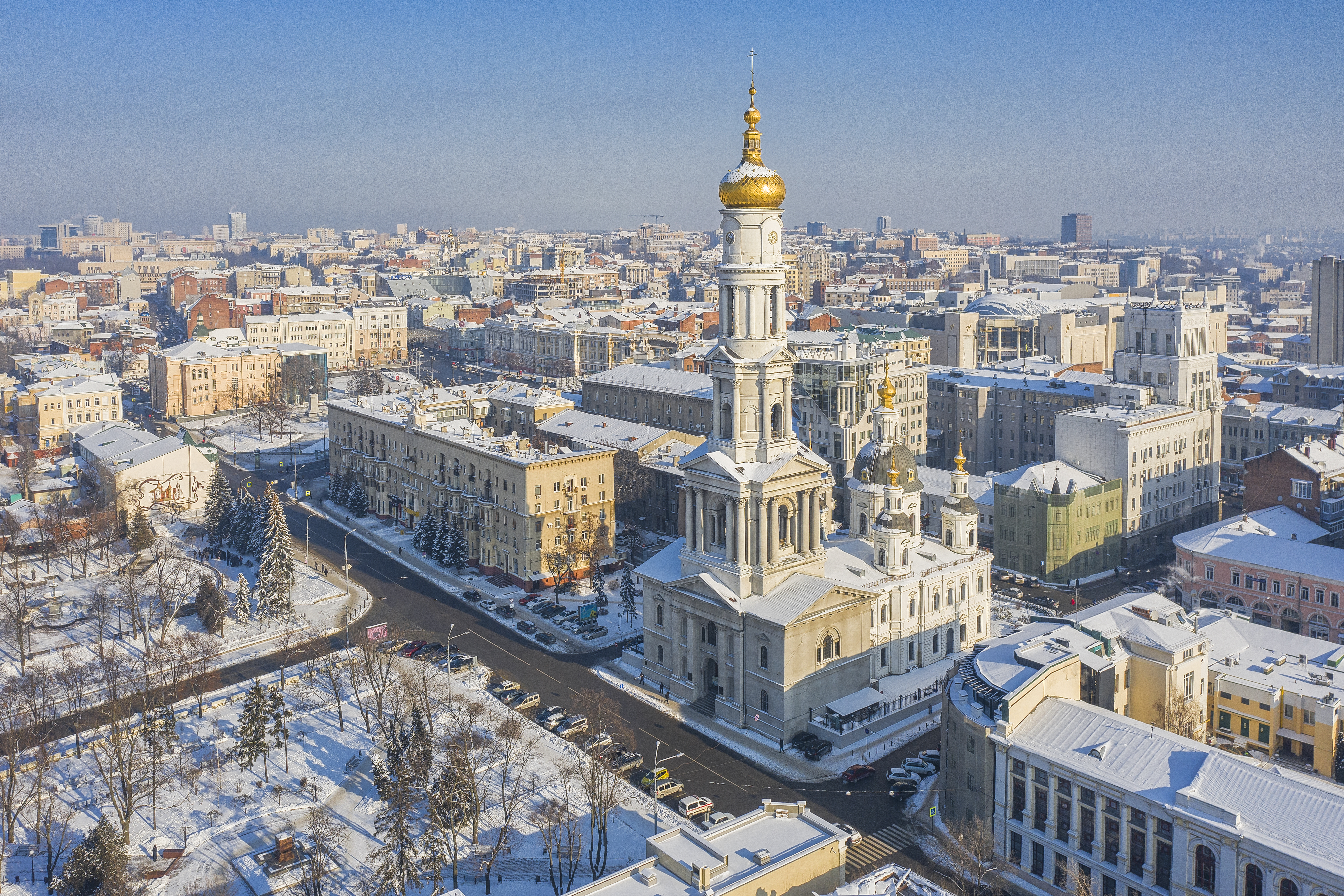
Харьков

Харьковская область расположена на северо-востоке Украины, на водоразделах рек систем Дона и Днепра, в степной и лесостепной зонах. На севере и северо-востоке она граничит с Белгородской областью России, на востоке — с Луганской, на юго-востоке — с Донецкой, на юго-западе — с Днепропетровской, на западе и северо-западе — с Полтавской и Сумской областями Украины. Площадь — 31 418 км² (5,21 % от территории Украины). По площади область занимает четвёртое место на Украине — после Одесской, Черниговской и Днепропетровской областей. Протяжённость: с севера на юг — 210 км, с востока на запад — 220 км.
Самым северным населённым пунктом Харьковской области является село Дегтярное Чугуевского района (50° 26’ 26"; 37° 27’ 18"), а самым южным является село Далёкое Лозовского района (48° 34’ 21.64"; 36° 19’ 49"). Протяжённость области с крайнего юга на крайний север, таким образом, составляет 1 градус 52 минуты широты.
Самым западным населённым пунктом Харьковской области является село Капранское Богодуховского района (49° 57’ 35"; 34° 53’ 32"), а самым восточным — село Терны Купянского района (49° 53’ 16"; 38° 01’ 37"). Протяжённость области с крайнего запада на крайний восток, таким образом, составляет, 3 градуса и 3 минуты долготы.
Рельеф области представляет собой волнистую равнину с лёгким наклоном в юго-западном (к бассейну Днепра) и в юго-восточном (к бассейну Дона) направлениях. В северо-восточную часть области заходит Среднерусская возвышенность, в южную — отроги Донецкого кряжа.
Наивысшая точка Харьковской области расположена в Богодуховском районе — к северо-западу от села Лютовка. Это водораздельный участок, часть Среднерусской возвышенности, максимальная точка которой в пределах Харьковщины достигает 236,5 метров. Нижняя точка области расположена в Изюмском районе — к югу от села Пасека (60 м).
75 % водных ресурсов области приходится на бассейн Дона. Главная водная артерия — Северский Донец — является правым притоком Дона. Среди других рек крупнейшими являются Оскол, Уды, Берека. Общая протяжённость 867 водотоков составляет 6,4 тысячи км, причём 156 рек имеют длину более 10 км. Есть в области озёра, самое крупное из которых — Лиман. Создано около 50 водохранилищ, самое обширное из них — Краснопавловское. На территории области проходит канал «Днепр — Донбасс». На границе Донецкой и Харьковской областей находится Юзовское месторождение сланцевого газа.

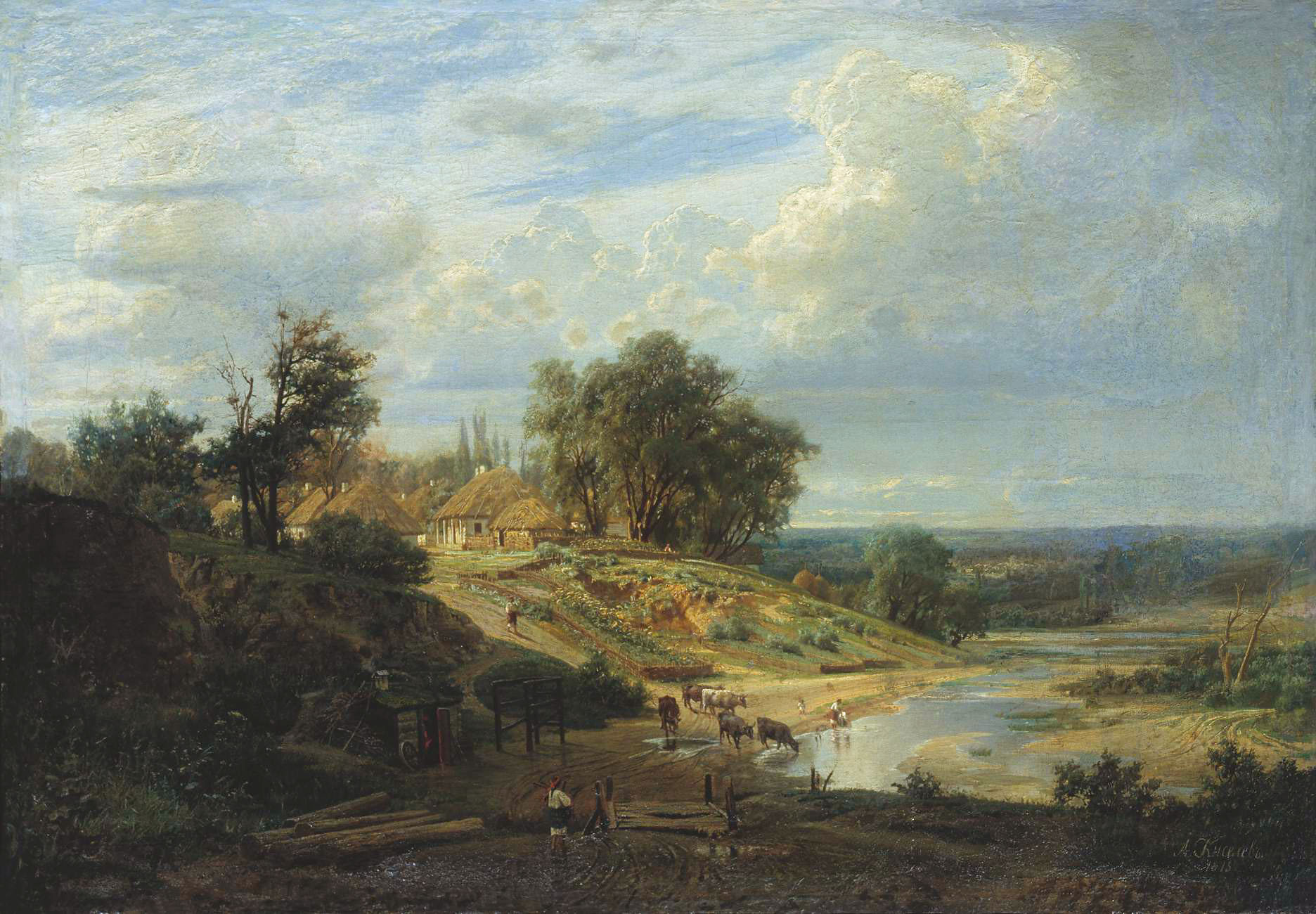
Киселёв, Александр Александрович. «Вид окрестностей Харькова», 1875

Стела на границе с Полтавской областью

### Климат
Харьковская область разделена приблизительно поровну на два климатических подпояса умеренной зоны: лесостепная (северная половина) и степная (южная половина). Средняя температура января в области составляет −5…-7 °C, июля — +21…+22 °C.
Самая высокая температура, которая фиксировалась на территории области, составила примерно +40 °C, а в отдельные исключительно суровые зимы морозы пересекали рубеж — −30 °C. Среднегодовое количество осадков составляет 540 мм.
Лесистость Харьковской области составляет всего 11 %. Леса находятся в основном в устьях рек и на их правом берегу. В засухи многие небольшие реки пересыхают. Среди почв доминируют чернозёмы.

### Природа
Степь занимает по площади бо́льшую часть территории области. Раньше её покрывала разнотравно-типчаково-ковыльная растительность. К настоящему времени в своём первозданном виде степь практически нигде не сохранилась: она сплошь распахана и представляет огромные возделываемые поля пшеницы, кукурузы, подсолнечника, сахарной свёклы и др. По балкам и оврагам здесь посажены байрачные леса, а на песчаных террасах рек распространены сосновые и сосново-дубовые леса. По сравнению с лесостепной частью почвенный покров степной зоны области более простой. Здесь преобладают почвы, сформировавшиеся под воздействием дернового процесса. На территории области леса занимают 318 тысяч гектаров. В лесах и парках Харьковской области растёт более 1000 видов и форм деревьев и кустов. Наиболее распространённые лесные породы — дуб черешчатый и сосна обыкновенная. Нередко встречается ель. Из пород-спутников распространены липа, клён, ясень. На достаточно влажных почвах растут берёза, ольха, ива, осина, тополь. В лесах немало дикорастущих плодовых деревьев — яблонь, груш. Существует много животных, которые используют специфичность лесостепной зоны — живут в лесу, а на открытых участках ищут еду, живут в одном месте, а размножаются в другом и т. д. В харьковских лесах обитают лоси, благородные олени, косули, дикие кабаны. Из хищников, кроме лисы и ласки, встречаются куница, лесной хорёк, горностай, енотовидная собака и волк. Среди лесных грызунов особенно распространены белки, лесные сони, желтогорлые мыши, подземные и рыжие лесные полёвки.
Птицы также представлены большим количеством видов. Это соловьи, козодои, вальдшнепы, славки, коноплянки, вороны, сороки, аисты, дятлы, коростели, иволги, ласточки, воробьи, синицы, сойки, трясогузки, скворцы, жаворонки, зарянки, совы и многие другие птицы.

## История

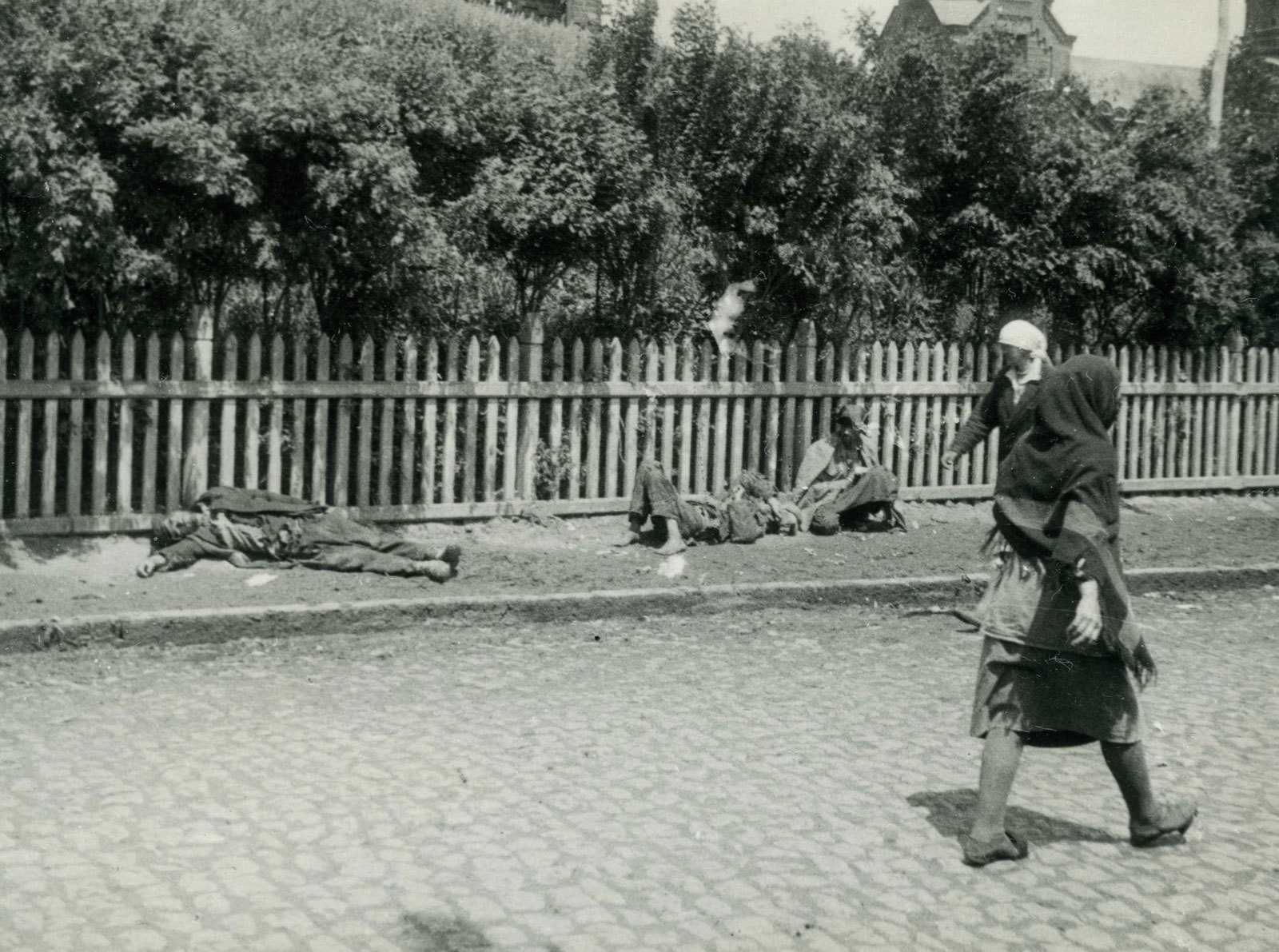
Голодомор Харьков 1933 Винербергер

Неподалёку от города Изюм были обнаружены мезолитовые стоянки («Изюмские стоянки»), датированные 8—6 тысячами лет до н. э. У образца I6561 (Alexandria, Ukraine_MBA, 2134—1950 гг. до н. э.) из Александрии у реки Оскол определили Y-хромосомную гаплогруппу R1a1a1b2a1~-Y3, предковую для субклада R1a1a1b2a1a-L657, распространённого в Индии в высшей варне — у браминов. В первой половине 2-го тысячелетия до н. э. Харьковщину населяли племена катакомбной культуры. В середине 2-го тысячелетия до н. э. катакомбную культуру на этой территории сменила срубная культура, существовавшая до первой половины VII века до нашей эры. В хозяйстве племён срубной культуры наряду со скотоводством важное место занимают земледелие и бронзолитейное производство. Иногда в бассейне реки Северский Донец встречаются памятники абашевской культуры (вторая половина 2-го тысячелетия до нашей эры). На многослойном селище Пятницькое-І выявлены следы поселения бережновско-маёвской срубной культуры (XV—XIII века до н. э.). Финальный период эпохи бронзы представляет ингумационное захоронение. В белозёрское время (XII — середина XI века до н. э.) на памятнике находились носители раннебондарихинской культуры (малобудковского типа). Группа находок представляет также классическую или позднюю бондарихинскую культуру и датируется серединой XI — рубежом IX/VIII веков до нашей эры. В XIII—X веках до н. э. Левобережная Украина была зоной контактов этнокультурных образований западной и восточной зон евразийской общности культур валиковой керамики. На основе бережновско-маевской срубной культуры во второй половине XIII века до н. э. формируется богуславско-белозёрская культура.
В селе Караван скифское городище датируется V веком до нашей эры.
В VII—X веках часть будущей Харьковской области входила в состав Хазарского каганата.
По Салтовскому городищу близ села Верхний Салтов получила название салтово-маяцкая культура.
В XIII веке данная территория подверглась нашествию татаро-монголов. Длительное время территория оставалась малозаселённой. Лишь в конце XV века здесь появляются крестьяне. С середины XVII века началось массовое заселение области.

Доля украиноязычных в уездах Харьковской губернии по переписи 1897 года

Город Харьков основали украинские казаки и крестьяне, бежавшие от польского угнетения из Западной и Центральной (Надднепрянской) Украины, в середине 1650-х годов. Первая Харьковская крепость была построена по украинскому обычаю. В 1655—1656 годах московский царь Алексей Михайлович издал указ о создании Харьковского воеводства. Крепость была построена на слиянии рек Харьков и Лопань. В 1731 была создана Украинская линия, для защиты от частых набегов крымских татар и вооруженной агрессии Османской империи, самым известным из укреплений этой линии была Петровская крепость в селе Петровское (теперь Изюмский район). В 1765 году была создана Слободско-Украинская губерния, в 1780 — Слободско-Украинская губерния была преобразована в Харьковское наместничество, центром которой стал Харьков. В 1796 году вместо наместничества была воссоздана Слободско-Украинская губерния, которая в 1835 году получила название Харьковской. Харьковская губерния просуществовала 90 лет.
С декабря 1917 по январь 1918 года Харьков был столицей Украинской Народной Республики Советов. В феврале — марте 1918 года Харьков был столицей Донецко-Криворожской советской республики. Огромное количество людей были убиты по приказу тогдашнего главы Харьковской ЧК Степана Саенко.
В июне — декабре 1919 года во время Гражданской войны при белогвардейцах была создана и существовала военная Харьковская область, которая в октябре 1919 года простиралась от Орла до Северной Таврии и была по территории в четыре раза больше современной Харьковской области. С марта по июнь 1919 года, а также с декабря 1919 по 24 июня 1934 года Харьков был столицей Украинской Социалистической Советской Республики.
В июне 1925 года все губернии Украинской ССР, в том числе и Харьковская, были упразднены и заменены меньшими по площади округами. Наряду с прочими существовал и Харьковский округ. 27 февраля 1932 года, когда на Украине было введено областное деление, на карте Украинской ССР появилась Харьковская область. Вначале она заметно превосходила по площади одноимённую современную область и в последующем несколько раз сокращалась за счёт вновь создававшихся административно-территориальных единиц. Харьковская область приняла современные очертания лишь после того, как 22 сентября 1937 года на её западной территории была учреждена Полтавская область, а 10 января 1939 года в северо-западных пределах — Сумская. Валовая продукция крупной промышленности в 1940 году в неизменных ценах составила 3913 миллиона рублей.
Харьковская область дважды удостаивалась высшей государственной награды СССР — ордена Ленина — в 1958 и 1968 годах.

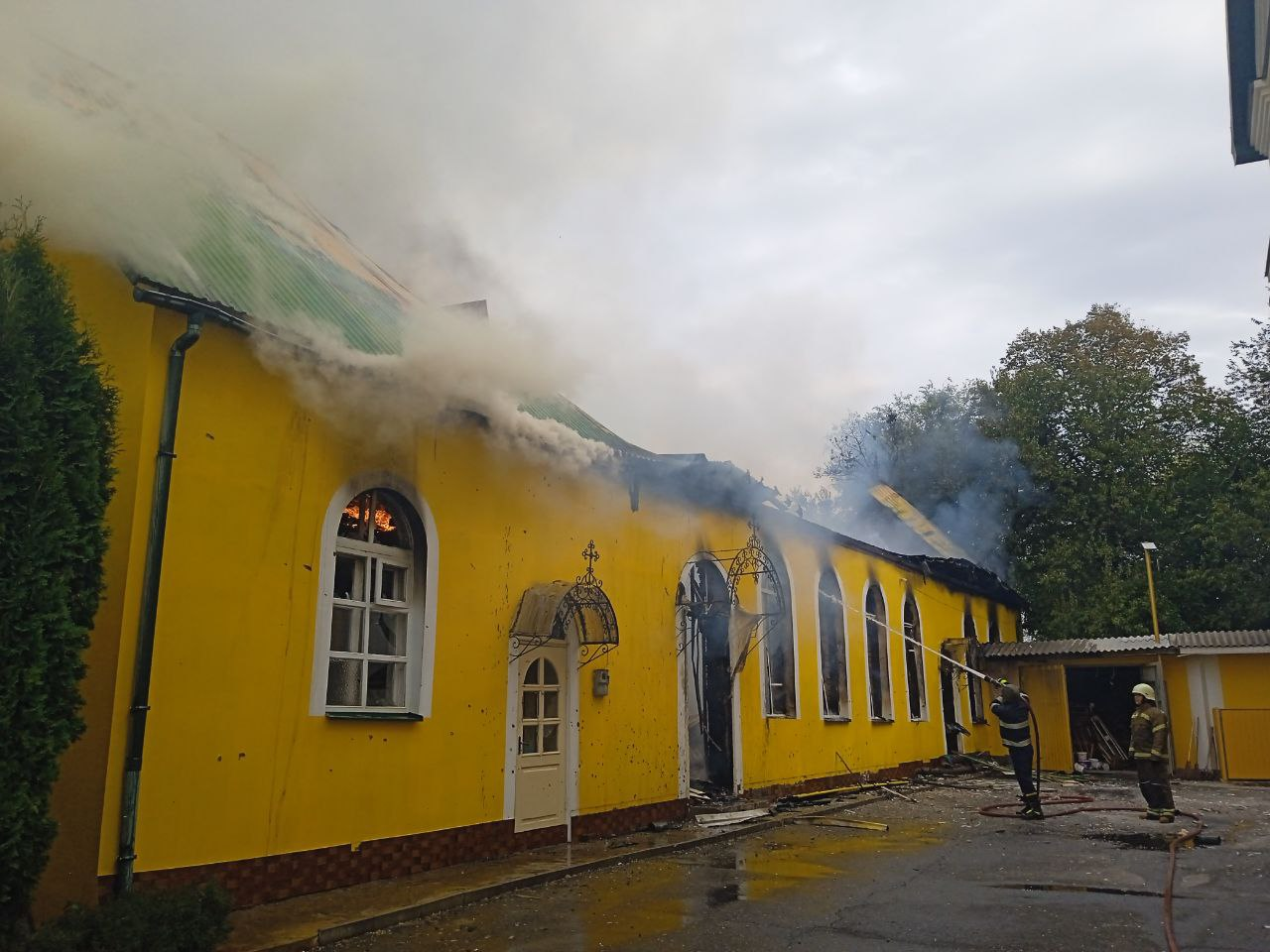
Результаты российского обстрела Свято-Николаевской церкви в Купянске 26 сентября 2022 года, загорелись церковная школа и магазин

### Вторжение России в Украину
В 2022 году в ходе вторжения России в Украину территория Харьковской области стала ареной боевых действий (см. Бои за Харьков (2022) и Бои за Изюм). Из райцентров российским войскам удалось взять Купянск и Изюм. На оккупированой Россией части Харьковской области была создана своя администрация, главой которой стал бывший мэр города Краснодара Андрей Алексеенко. В сентябре 2022 года в ходе контрнаступления ВСУ освободили бо́льшую часть оккупированной Россией территории, включая эти города.
10 мая 2024 года российские войска начали новое наступление на севере Харьковской области, в ходе которого вновь оккупировали несколько населённых пунктов севернее Липцов и Волчанска.

## Население
Численность наличного населения области на 1 января 2020 года составляет 2 658 461 человек, в том числе городского населения — 2 158 121 человек, или 81,2 %, сельского — 500 340 человек, или 18,8 %.

### Национальный состав
По данным переписи 2001 года, украинцы составляли 70,7 % населения Харьковской области, русские — 25,6 %, белорусы — 0,5 %, евреи — 0,4 %, армяне — 0,4 %.
По данным опроса, проведённого SOCIS 14—26 июня 2023 года в Харьковской области, 90,8 % считали себя украинцами, 5,2 % — русскими, 2,1 % — принадлежащими к другой этнической группе, 1,9 % отказались от ответа.

### Языковой состав

Украинский язык в Российской империи по переписи 1897 года (по уездам и городам)

Языковые группы Российской империи по переписи 1897 г. (уезды и города с преобладанием украиноязычного населения жёлтым)

По данным переписи населения Российской империи 1897 года, украиноязычные составляли более 80 % населения Харьковской губернии. Языковой состав тогдашних административных единиц, территории которых сегодня составляют бо́льшую часть территорий Харьковской области, характеризовался преобладанием украинского языка:
- Богодуховский уезд — украинский язык — 88,18 %, русский язык — 9,91 %, белорусский язык — 1,63 %
  - сельская местность Богодуховского уезда — украинский язык — 87,10 %, русский язык — 10,86 %, белорусский язык — 1,83 %
  - г. Богодухов — украинский язык — 95,04 %, русский язык — 3,52 %
  - г. Краснокутск — украинский язык — 98,65 %, русский язык — 1,28 %
- Валковский уезд — украинский язык — 97,14 %, русский язык — 2,61 %
  - сельская местность Валковского уезда — украинский язык — 97,40 %, русский язык — 2,37 %
  - г. Валки — украинский язык — 92,50 %, русский язык — 6,73 %
- Волчанский уезд — украинский язык — 74,79 %, русский язык — 25,03 %
  - сельская местность Волчанского уезда — украинский язык — 75,06 %, русский язык — 24,81 %
  - г. Волчанск — украинский язык — 70,99 %, русский язык — 28,04 %
- Купянский уезд — украинский язык — 86,61 %, русский язык — 13,16 %
  - сельская местность Купянского уезда — украинский язык — 86,61 %, русский язык — 13,21 %
  - г. Купянск — украинский язык — 86,77 %, русский язык — 11,55 %
- Харьковский уезд — украинский язык — 54,91 %, русский язык — 39,48 %, идиш — 2,84 %, польский язык — 1,17 %
  - сельская местность Харьковского уезда — украинский язык — 83,28 %, русский язык — 16,38 %
  - г. Харьков — русский язык — 63,17 %, украинский язык — 25,92 %, идиш — 5,66 %, польский язык — 2,28 %, немецкий язык — 1,35 %
  - г. Золочев — украинский язык — 97,57 %, русский язык — 2,36 %
- Константиноградский уезд — украинский язык — 86,05 %, русский язык — 11,79 %, немецкий язык — 1,11 %
  - сельская местность Константиноградского уезда — украинский язык — 86,46 %, русский язык — 11,87 %, немецкий язык — 1,09 %
  - г. Красноград — украинский язык — 71,87 %, идиш — 17,02 %, русский язык — 8,91 %, немецкий язык — 1,61 %
- Змиевский уезд — украинский язык — 63,71 %, русский язык — 35,63 %
  - сельская местность Змиевского уезда — украинский язык — 66,37 %, русский язык — 33,22 %
  - г. Змиёв — украинский язык — 89,26 %, русский язык — 9,95 %
  - г. Чугуев — русский язык — 86,07 %, украинский язык — 8,88 %, татарский язык — 1,52 %, идиш — 1,37 %, польский язык — 1,16 %
- Изюмский уезд — украинский язык — 86,18 %, русский язык — 12,02 %, немецкий язык — 1,47 %
  - сельская местность Изюмского уезда — украинский язык — 87,36 %, русский язык — 10,87 %, немецкий язык — 1,61 %
  - г. Изюм — украинский язык — 78,33 %, русский язык — 20,60 %

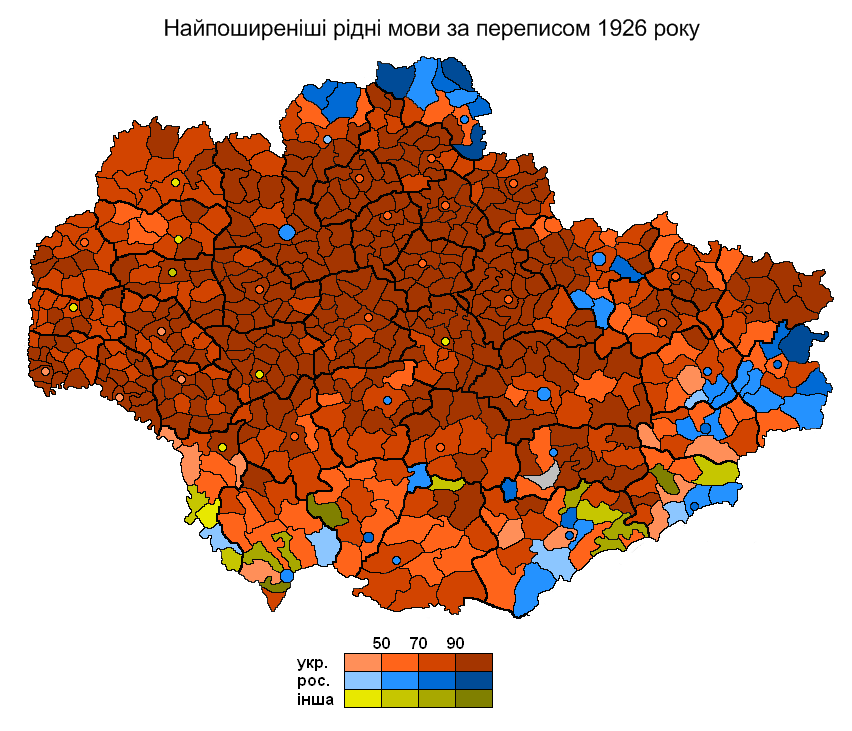
Самый распространённый родной язык в районах Украинской ССР по данным переписи 1926 года

Перепись 1926 года также показала преобладание украинского языка в административных единицах, территории которых вскоре вошли в состав Харьковской области:
- Харьковский округ — украинский язык — 65,2 %, русский язык — 31,2 %
- Купянский округ — украинский язык — 81,5 %, русский язык — 17,9 %
- Изюмский округ — украинский язык — 81,0 %, русский язык — 17,8 %

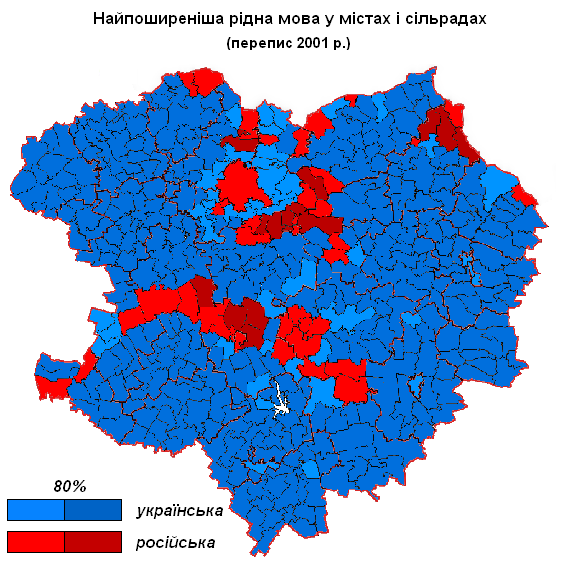
Самый распространённый родной язык в городах и сельсоветах Харьковской области по переписи 2001 года. Бо́льшая часть области является ареалом практически сплошного украиноязычия, в то время как распространение русского в области имеет «островной» характер

Вследствие проводимой во времена СССР русификации Украины доля украиноязычных в населении Харьковской области существенно снизилась, а доля русскоязычных — возросла. Родной язык населения Харьковской области по результатам переписей населения, %
|            | 1959 | 1970 | 1989 | 2001 |
| ---------- | ---- | ---- | ---- | ---- |
| Украинский | 61,2 | 56,5 | 50,5 | 53,8 |
| Русский    | 37,9 | 42,6 | 48,1 | 44,3 |
| Другие     | 0,9  | 0,9  | 1,4  | 0,9  |

Родной язык населения Харьковской области по данным переписи 2001 года:
|                         | Украинский | Русский |
| ----------------------- | ---------- | ------- |
| Xарьковская область     | 53,8       | 44,3    |
| г. Харьков              | 31,8       | 65,9    |
| г. Изюм                 | 74,2       | 23,8    |
| Купянск (горсовет)      | 69,3       | 25,6    |
| Лозовая (горсовет)      | 77,2       | 17,6    |
| Люботин (горсовет)      | 86,1       | 12,6    |
| Первомайский (горсовет) | 42,8       | 52,7    |
| Чугуев (горсовет)       | 29,6       | 69,5    |
| Балаклейский район      | 70,4       | 28,9    |
| Барвенковский район     | 91,2       | 7,8     |
| Близнюковский район     | 92,1       | 6,7     |
| Богодуховский район     | 93,7       | 5,6     |
| Боровский район         | 91,5       | 8,1     |
| Валковский район        | 94,2       | 5,2     |
| Великобурлукский район  | 71,8       | 27,3    |
| Волчанский район        | 85,7       | 13,2    |
| Змиевский район         | 76,4       | 22,5    |
| Двуречанский район      | 84,2       | 15,0    |
| Дергачёвский район      | 78,1       | 21,3    |
| Зачепиловский район     | 84,0       | 14,9    |
| Золочевский район       | 85,7       | 13,3    |
| Изюмский район          | 91,7       | 7,5     |
| Кегичевский район       | 92,1       | 5,5     |
| Коломакский район       | 94,0       | 4,5     |
| Красноградский район    | 77,2       | 21,9    |
| Краснокутский район     | 94,9       | 4,4     |
| Купянский район         | 88,9       | 10,4    |
| Лозовской район         | 88,5       | 10,7    |
| Нововодолажский район   | 77,7       | 21,5    |
| Первомайский район      | 58,2       | 41,2    |
| Печенежский район       | 92,8       | 6,9     |
| Сахновщинский район     | 94,4       | 4,5     |
| Харьковский район       | 63,9       | 35,2    |
| Чугуевский район        | 45,2       | 53,9    |
| Шевченковский район     | 91,2       | 7,8     |

Украинский язык является единственным официальным языком на всей территории области.
По данным исследований, проведённых социологической службой Центра Разумкова в 2006—2007 годах, 27,3 % респондентов из Харьковской области считали своим родным языком только украинский, 36,5 % — только русский, одновременно украинский и русский языки — 35,2 %. 24,3 % опрошенных считали, что украинский язык должен быть единственным официальным на всей территории Украины, в то время как относительное большинство — 38,1 % — придерживались мнения, что русскому должен быть предоставлен статус второго государственного языка. В результатах исследований не упоминается доля респондентов из Харьковской области, считавших, что украинский язык должен быть единственным государственным, а русский — вторым официальным в некоторых регионах страны.
По данным исследования Киевского международного института социологии, проведённого 8—16 апреля 2014 года, 53,0 % респондентов из Харьковской области не согласились с утверждением о том, что «Россия справедливо защищает интересы русскоязычных граждан на юго-востоке», 36,6 % — согласились. С утверждением о том, что «в Украине ущемляются права русскоязычного населения», не согласились 71,8 % опрошенных, согласились — 24,8 %. С утверждением о том, что в Харьковской области ущемляются права украиноязычного населения, не согласились 93,3 % респондентов, 4,0 % — согласились.
По данным исследования, проведённого социологической службой Центра Разумкова с 11 по 23 декабря 2015 года, 24 % респондентов из Харьковской области считали своим родным языком только украинский, 41 % — только русский, одновременно украинский и русский языки — 34 %. 27 % опрошенных жителей региона считали, что украинский язык должен быть единственным официальным на всей территории Украины. 36 % считали, что украинский язык должен быть единственным государственным, а русский — вторым официальным в некоторых регионах страны. 32 % придерживались мнения, что русскому должен быть предоставлен статус второго государственного языка. 65 % респондентов из Харьковской области согласились с утверждением, что каждый гражданин Украины, независимо от его этнического происхождения, должен владеть украинским языком в объёме, достаточном для повседневного общения, знать основы украинской истории и культуры.
По данным опроса, проведённого Социологической группой «Рейтинг» с 16 ноября по 10 декабря 2018 года в рамках проекта «Портрети Регіонів», 28 % жителей Харьковской области считали, что украинский язык должен быть единственным государственным языком на всей территории Украины. 31 % считали, что украинский язык должен быть единственным государственным языком, а русский — вторым официальным в некоторых регионах страны. 37 % считали, что русский должен стать вторым государственным языком страны. 4 % затруднились с ответом.
В 2021 году решением Харьковского областного совета в Харьковской области утверждена «Комплексная программа "Развитие и функционирование украинского языка как государственного в Харьковской области на 2022—2025 годы"», главной целью которой является усиление позиций украинского языка в различных сферах общественной жизни региона.
По данным опроса, проведённого SOCIS 14—26 июня 2023 года в Харьковской области, исключительно на украинском дома разговаривали 36,2 %, исключительно на русском — 25,7 %, на двух языках — 36,5 %. 81,0 % респондентов заявили, что им удобнее проходить опрос на украинском языке, 19,0 % — на русском.
Согласно опросу, проведённому Социологической группой «Рейтинг» по заказу Transatlantic Dialogue Center 2—4 мая 2024 года, исключительно на украинском языке дома разговаривали 26 % населения области (в сельской местности — 42 %, в городской местности без Харькова — 31 %, в Харькове — 14 %), исключительно на русском — 24 % (в сельской местности — 10 %, в городской местности без Харькова — 16 %, в Харькове — 37 %), на двух языках — 50 % (в сельской местности — 47 %, в городской местности без Харькова — 53 %, в Харькове — 48 %). Украинский язык для прохождения интервью выбрали 98 % украиноязычных, 89 % двуязычных и 71 % русскоязычных, русский язык — 29 % русскоязычных, 11 % двуязычных и 2 % украиноязычных.
По данным исследования Центра контент-анализа, проведённого в период с 15 августа по 15 сентября 2024 года, темой которого стало соотношение украинского и русского языков в украинском сегменте социальных сетей, в Харьковской области на украинском языке писалось 60,3 % сообщений (в 2023 году — 55,1 %, в 2022 году — 41,9 %, в 2020 году — 7,2 %), на русском — 39,7 % (в 2023 году — 44,9 %, в 2022 году — 58,1 %, в 2020 году — 92,8 %).
После провозглашения Украиной независимости в области, как и в стране в целом, происходит постепенная украинизация русифицированной в советское время системы образования. Динамика соотношения языков преподавания в учреждениях общего среднего образования в Харьковской области:
| Язык преподавания | Учебный год | Учебный год | Учебный год | Учебный год | Учебный год | Учебный год | Учебный год | Учебный год | Учебный год | Учебный год | Учебный год | Учебный год | Учебный год | Учебный год |
| Язык преподавания | 1991/92     | 1992/93     | 1993/94     | 1994/95     | 1995/96     | 2000/01     | 2005/06     | 2007/08     | 2010/11     | 2012/13     | 2015/16     | 2018/19     | 2021/22     | 2022/23     |
| ----------------- | ----------- | ----------- | ----------- | ----------- | ----------- | ----------- | ----------- | ----------- | ----------- | ----------- | ----------- | ----------- | ----------- | ----------- |
| Украинский        | 28,0 %      | 30,6 %      | 33,1 %      | 35,2 %      | 37,0 %      | 55,0 %      | 71,0 %      | 74,0 %      | 75,0 %      | 74,0 %      | 73,0 %      | 74,0 %      | 82,27 %     | 99,44 %     |
| Русский           | 72,0 %      | 69,4 %      | 66,9 %      | 64,8 %      | 63,0 %      | 45,0 %      | 29,0 %      | 26,0 %      | 25,0 %      | 26,0 %      | 27,0 %      | 26,0 %      | 17,73 %     | 0,56 %      |

В период с 2012/13 по 2016/17 учебный год в Харьковской области доля учеников, изучающих русский язык либо в русскоязычных классах, либо как отдельный предмет в классах с украинским языком преподавания, колебалась в районе 71,90—76,24 %.
По данным доклада правозащитной организации Human Rights Watch, оккупированная в 2022 году часть области подвергалась насильственной русификации вплоть до её освободжения украинской армией.
По данным Государственной службы статистики Украины в 2023/24 учебном году из 221 336 учащихся в учреждениях общего среднего образования в Харьковской области 220 933 (99,82 %) обучались в украиноязычных классах, 403 (0,18 %) — в русскоязычных.
По данным Государственной службы статистики Украины в 2024/25 учебном году из 205 222 учащихся в учреждениях общего среднего образования в Харьковской области 204 877 (99,83 %) обучались в украиноязычных классах, 345 (0,17 %) — в русскоязычных.

### Конфессиональный состав

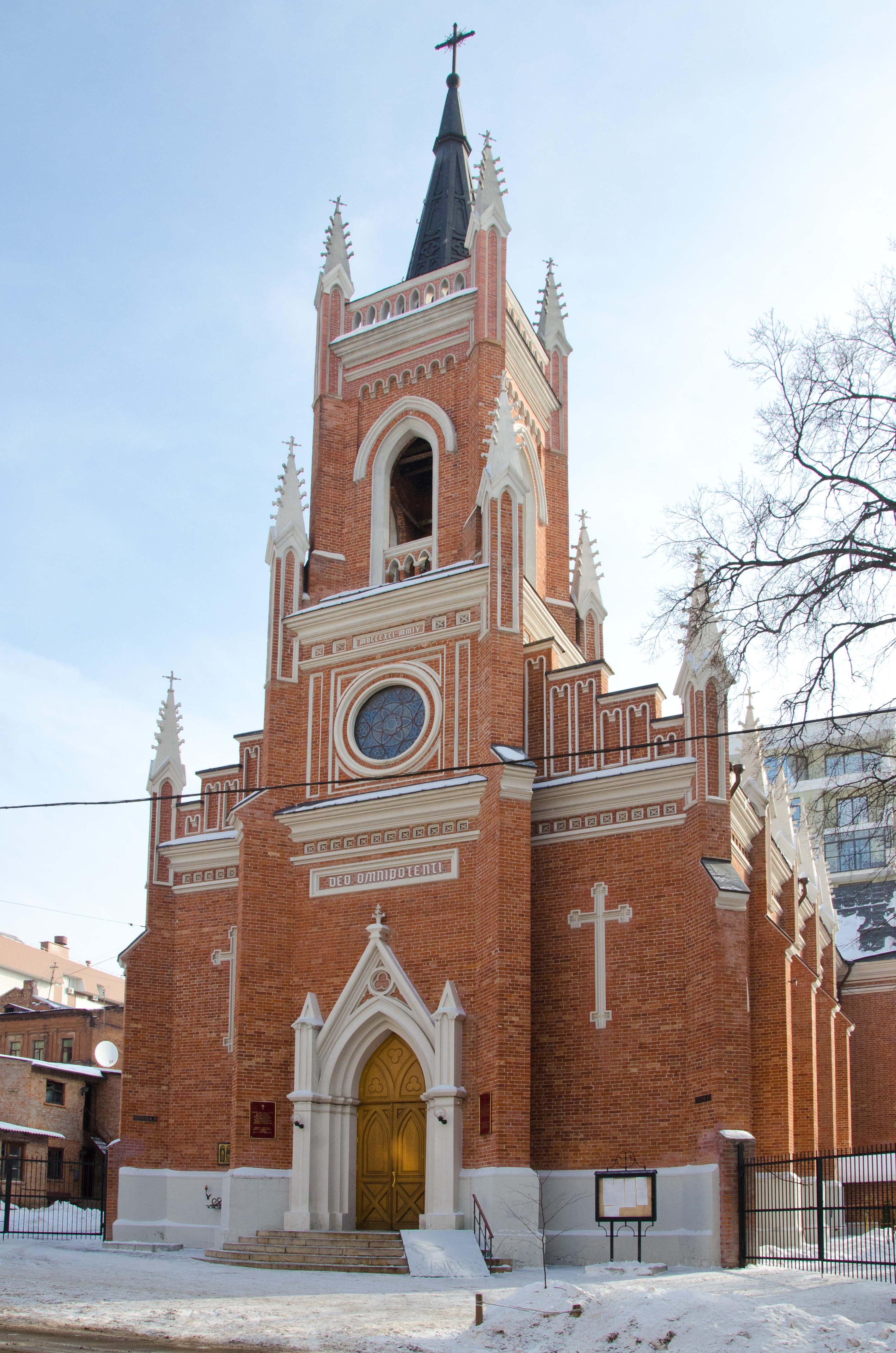
Собор Успения Пресвятой Девы Марии (Харьков)

В 2007 году в Харьковской области насчитывалось 700 религиозных объединений, среди которых:
- 265 — УПЦ
- 116 — баптисты
- 83 — Свидетели Иеговы (третий по количеству общин регион Украины)
- 39 — адвентисты седьмого дня
- 34 — Христиане Веры Евангельской
- 25 — Пятидесятники
- 13 — УПЦ (КП)
- 12 — УАПЦ
- 9 — Иудаизм
- 6 — УГКЦ
- 6 — Римско-католическая церковь

## Административно-территориальное устройство
Административный центр Харьковской области — город Харьков.

### Районы
17 июля 2020 года принято новое деление области на семь районов:
| № | Район         | Население (тыс. чел.) | Площадь (км²) | Административный центр |
| - | ------------- | --------------------- | ------------- | ---------------------- |
| 1 | Бере́стинский  | 108,9                 | 4335,2        | г. Берестин            |
| 2 | Богоду́ховский | 128,4                 | 4508,1        | г. Богодухов           |
| 3 | Изю́мский      | 181,6                 | 5906,2        | г. Изюм                |
| 4 | Ку́пянский     | 137,2                 | 4612,9        | г. Купянск             |
| 5 | Лозовский     | 154,6                 | 4027,1        | г. Лозовая             |
| 6 | Ха́рьковский   | 1762,8                | 3222,5        | г. Харьков             |
| 7 | Чугу́евский    | 202,2                 | 4804,0        | г. Чугуев              |

Районы в свою очередь делятся на городские, поселковые и сельские территориальные общины (укр. територіальна громада).

### Города
| - Харьков - Балаклея - Барвенково - Берестин - Богодухов - Валки - Волчанск - Дергачи - Златополь | - Змиёв - Изюм - Купянск - Лозовая - Люботин - Мерефа - Пивденное - Чугуев |

### Общая карта
Легенда карты:
|  | Областной центр, более 1 000 000 чел. |
|  | от 50 000 до 100 000 чел.             |
|  | от 20 000 до 50 000 чел.              |
|  | от 10 000 до 20 000 чел.              |
|  | от 5000 до 10 000 чел.                |
|  | от 1000 до 5000 чел.                  |

### История деления области
В 1932 году в области было шестьдесят районов, в том числе четыре русских национальных: Алексеевский, Больше-Писаревский, Староверовский и Чугуевский.
В 1933 году в составе области находились следующие районы:
Алексеевский, Ахтырский, Балаклейский, Барвенковский, Белопольский, Близнецовский, Богодуховский, Козельщанский (Бригадировский), Валковской, Велико-Богачанский (Вел. Богачка), Велико-Бурлукский, Больше-Писаревский, Волчанский, Гадячский, Глобинский, Градижский, Двуречанский, Диканьский, Драбовский, Зеньковский, Змиевской, Золочевский, Изюмский, Карловский, Кишеньковский, Кобылякский, Красноградский, Краснокутский, Краснопольский (Октябрьский), Купянский, Лебединский, Липецкий (Липцы), Липово-Долинский (Лип. Долина), Лозовской, Лохвицкий, Лубенский, Миргородский, Миропольский, Нехворощанский (Нехвороща), Ново-Водолажский, Ново-Георгиевский (Н.-Георгиевское), Ново-Сенжарский, Оболонский (Оболонь), Оноприевский (Оноприевка), Опошнянский (Опошня), Оржицкий, Петровский, Печенежский, Пирятинский, Решетиловский, Сахновщанский, Семёновский, Старо-Салтовский (Ст. Салтов), Тростянецкий, Ульяновский (Терновской, Ульяновка), Хорольский, Чернухинский, Чугуевский, Чутовский, Яготинский (Згуровский), а также четыре города областного подчинения: Харьков, Кременчуг, Полтава, Сумы.
8 декабря 1966 года были образованы Боровской, Двуречанский, Дергачёвский, Зачепиловский и Кегичёвский районы.

Районы Харьковской области до 17 июля 2020 года

Количество административных единиц, местных советов и населённых пунктов области (в границах до 17 июля 2020 года):
- районов — 27;
- районов в городе — 9;
- населённых пунктов — 1755, в том числе:
  - сельских — 1673;
  - городских — 78, в том числе:
    - посёлков городского типа — 61;
    - городов — 17, в том числе:
      - городов областного значения — 7;
      - городов районного значения — 10;
- сельских советов — 381.

Местное самоуправление в области осуществляет Харьковский областной совет, исполнительную власть — областная государственная администрация. Главой области является председатель облгосадминистрации, назначаемый Президентом Украины.
Депутатами Харьковского областного совета VIII созыва (2020) были избраны 120 представителей следующих партий и блоков: Блок Кернеса «Успешный Харьков» — 46 человек; Оппозиционная платформа «За жизнь» — 29 чел.; «Слуга народа» — 17 чел.; Блок Светличной «Вместе!» — 17 чел.; «Европейская солидарность» — 11 чел. Председатель Харьковского областного совета VIII созыва — Татьяна Егорова-Луценко («Слуга народа»)
Харьковский областной совет является учредителем детского телевизионного фестиваля «Дитятко» и областного литературного конкурса им. А. С. Масельского на лучшее литературное произведение.
Харьковская область — одна из самых урбанизированных на Украине. Система городов Харьковской области прошла сложную историю формирования и существенно отличается от городских систем других областей страны. Это прежде всего касается их размерности. Согласно принятой на Украине классификации городов по их людности, в области имеются лишь малые (с числом жителей до 50 тыс. чел.) — 14 городов, средние (от 50 до 100 тыс. чел.) — 3 города и один крупнейший город (свыше 1 млн чел.).
27 районов (до 17 июля 2020 года, по этому показателю область наряду с Винницкой занимала первое место на Украине):
| - Балакле́йский район - Барве́нковский - Близнюко́вский (ранее Близнецо́вский) - Богоду́ховский - Боровско́й (он же Боро́вский) - Ва́лковский (он же Валковско́й) - Великобурлу́кский (ранее Бурлу́цкий) - Волча́нский - Двуреча́нский - Дергачёвский (до 1943 Деркачёвский) - Зачепи́ловский - Змиевско́й (он же Змиёвский) - Зо́лочевский - Изю́мский | - Кегичёвский - Колома́кский - Красногра́дский (ранее Константиногра́дский) - Красноку́тский - Ку́пянский - Лозо́вско́й (он же Лозо́вский) - Нововодола́жский (ранее Водола́жский) - Первома́йский (до 1963 Алексе́евский) - Печене́жский - Сахно́вщинский (ранее Сахновща́нский) - Ха́рьковский - Чугу́евский - Шевче́нковский |

17 июля 2020 года Верховная Рада приняла постановление, по которому в Харьковской области осталось семь районов: Богодуховский, Изюмский, Красноградский, Купянский, Лозовской, Харьковский и Чугуевский.
Статусы городов до 17 июля 2020 года:
| Города областного значения: - Харьков - Изюм - Купянск - Лозовая - Люботин - Первомайский - Чугуев | Города районного значения: - Балаклея - Барвенково - Богодухов - Валки - Волчанск - Дергачи - Змиёв - Красноград - Мерефа - Южный (Пивденное) |

## Экономика

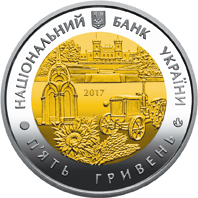
Монета номиналом 5 гривен, 85 летие области

### Бюджет
Бюджет Харьковской области на 2018 год составлял 14,7 млрд гривен.

### Промышленность
Область отличается высоким уровнем развития экономики. Это обусловлено как выгодным экономико-географическим положением (близость угольно-металлургической базы Донбасса и Приднепровья стимулировало развитие машиностроения и металлообработки, соседство же высокоразвитых районов России — Центрально-Чернозёмного, Юго-Западного и Южного — определило развитие предприятий агропромышленного комплекса), так и достаточно богатым набором собственных сырьевых ресурсов. Эти ресурсы позволяют развивать топливно-энергетическую, химическую промышленность, стекольное и фарфорофаянсовое производство, производство стройматериалов.
Условно область можно разделить на три промышленных района: Центральный, Восточно-Харьковский и Южно-Харьковский. Центральный (Харьков и прилегающие к нему районы) отличается высоким уровнем специализации и концентрации промышленности, здесь сложился ведущий на Украине комплекс энергетического, электротехнического, транспортного и сельскохозяйственного машиностроения. Восточно-Харьковский район сосредоточен вокруг Купянска. Ведущая отрасль промышленности — машиностроение. Развиты в этом регионе также пищевая и лёгкая промышленность, производство стройматериалов и оборудования для сахарной промышленности. Южно-Харьковский район располагает крупными газовыми месторождениями — Шебелинским, Ефремовским, Крестищенским и другими. Города района специализируются на машиностроении, химической промышленности и производстве стройматериалов. Цементно-шиферный завод в Балаклее — один из крупнейших в Европе. Развиты здесь также лёгкая и пищевая промышленности. Крупнейшие города области можно разделить на три типа. Многофункциональным городом является Харьков, в котором развиты промышленность, наука, образование, сфера услуг, управленческая деятельность. К городам с преимущественным значением промышленных функций относятся Изюм и Купянск. В них занятость в промышленности превышает средний уровень по Украине. Город Лозовая выполняет промышленно-транспортные функции, здесь велика занятость в промышленности и на транспорте, а расположен он на пересечении путей, обслуживающих промышленные центры. Химический завод в Первомайском — один из крупнейших в Европе (специализируется на производстве жидкого хлора, хлорной извести, поливинилхлоридных смол, пестицидов и каустической соды. Предприятие располагает самыми значительными мощностями на Украине по производству поливинилхлоридных смол.).

### Экономические показатели
| N | показатель               | единицы          | значение, 2014 г. |
| - | ------------------------ | ---------------- | ----------------- |
| 1 | Экспорт товаров          | млн долларов США | 1822,6            |
| 2 | Уд. вес в общеукраинском | %                | 3,4               |
| 3 | Импорт товаров           | млн долларов США | 1887,1            |
| 4 | Уд. вес в общеукраинском | %                | 3,5               |
| 5 | Сальдо экспорт-импорт    | млн долларов США | −64,4             |
| 6 | Капитальные инвестиции   | млн гривен       | 7567,6            |
| 7 | Средняя зарплата         | грн              | 3143              |
| 8 | Средняя зарплата         | долларов США     | 264,4             |

По материалам Комитета статистики Украины (укр.) и Главного управления статистики в Харьковской области (укр.)

### Сельское хозяйство
Сельское хозяйство Харьковской области специализируется на производстве зерна, сахарной свёклы, подсолнечника, мяса, молока, овощей и фруктов. В области имеется крупный селекционный центр «Украинка». Сельское хозяйство характеризуется высоким уровнем развития. Несмотря на свой индустриальный характер, область даёт около 5 % валовой продукции сельского хозяйства всей страны.

### Транспорт
Харьковская область имеет весьма разветвлённую транспортную сеть, причём 60 % объёма перевозок приходится на долю железнодорожного транспорта. Железных дорог здесь 1442 км. А кроме того, Харьковский железнодорожный узел обслуживает 10 млн пассажиров в год. Автомобильный транспорт, правда, по части пассажирских перевозок, обгоняет железнодорожный: за год автобусы обслуживают почти 12 млн человек. Важнейшие автомагистрали, проходящие через область: Харьков — Москва, Харьков — Симферополь, Харьков — Ростов-на-Дону, Харьков — Киев. В области насчитывается 16 межобластных маршрутов, 68 внутриобластных и 342 внутрирайонных. Общая протяжённость автодорог — 15 тыс. км: из них за состояние 2343,9 км автомобильных дорог общего пользования государственного значения отвечает Служба автомобильных дорог в Харьковской области; за дороги общего пользования местного значения — 7328,9 км отвечает государственное предприятие «Дороги Харьковщины». Харьковский аэропорт занимается в основном пассажирскими перевозками. Крупнейшие транспортные узлы области: Харьков, Лозовая, Купянск, Чугуев, Красноград, Люботин и Изюм.

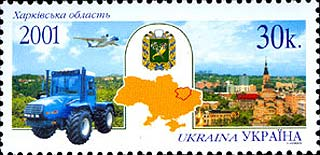
Марка к юбилею области, 2001

## Награды
- Орден Ленина (26 февраля 1958 года)[82].
- Орден Ленина (21 августа 1968 года)[82].